# Bundesautobahn 72
La Bundesautobahn 72, abbreviata anche in A 72, è una autostrada tedesca che collega la città di Hof (A 9) con la città di Chemnitz e l'autostrada A 4. Rimane da costruire il tratto che la collegherebbe con Lipsia (e la A 38). Ai tempi del muro di Berlino, l'autostrada era interrotta poco dopo Hof provenendo dalla ex Germania Ovest, e riprendeva dopo il confine. Con l'unificazione delle due Germanie questa interruzione è stata eliminata.

## Percorso

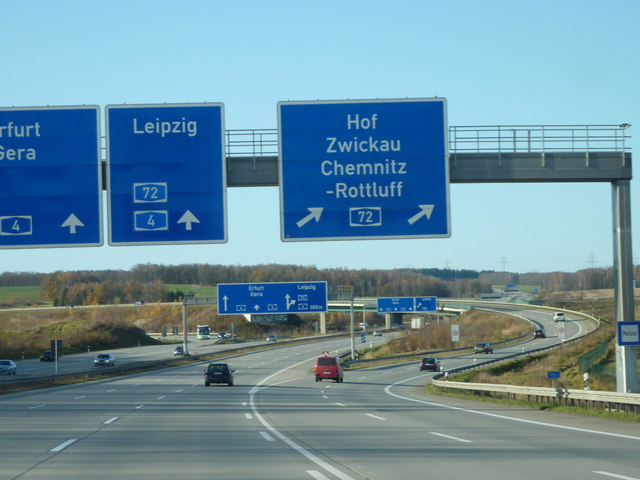
L'incrocio di Chemnitz

| A 72 |           |                                    |       |                        |                |
| Tipo | n° uscita | Indicazione                        | km    | Corrispondenze         | Strada europea |
|      | 1         | Confluenza di Bayerisches Vogtland | 0,0   |                        |                |
|      | 2         | Hof Nord                           | 3,3   |                        |                |
|      | 3         | Hof - Topen                        | 8,9   |                        |                |
|      | 4         | Confluenza di Hochfranken          | 14,2  |                        |                |
|      | 5         | Pirk                               | 25,5  |                        |                |
|      |           | Area di servizio "Vogtland"        | 28,5  | Solo dir. Niederfrohna |                |
|      | 6         | Plauen Sud                         | 30,7  |                        |                |
|      |           | Area di servizio "Vogtland"        | 34,7  | Solo dir. Hof          |                |
|      | 7         | Plauen Ost                         | 38,3  |                        |                |
|      | 8         | Treuen                             | 46,1  |                        |                |
|      | 9         | Reichenbach                        | 52,8  |                        |                |
|      | 10        | Zwickau West                       | 62,4  |                        |                |
|      | 11        | Zwickau Ost                        | 70,2  |                        |                |
|      | 12        | Hartenstein                        | 74,1  |                        |                |
|      | 13        | Stollberg West                     | 87,3  |                        |                |
|      | 14        | Stollberg Nord                     | 90,5  |                        |                |
|      | 15        | Chemnitz Sud                       | 101,5 |                        |                |
|      | 16        | Chemnitz Rottluff                  | 103,8 |                        |                |
|      | 17        | Incrocio di Chemnitz               | 106,6 |                        |                |
|      | 18        | Chemnitz Rohrsdorf                 | 109,8 |                        |                |
|      | 19        | Hartmannsdorf                      | 112,6 |                        |                |
|      | 20        | Niederfrohna                       | 117,2 |                        |                |
|      |           | Tratto in costruzione              |       |                        |                |